# Apatija (Ludbreg)
Apatija is een plaats in de gemeente Ludbreg in de Kroatische provincie Varaždin. De plaats telt 287 inwoners (2001).